# Mercedes-Benz GLS-Класс (X167)
Mercedes-Benz X167 — полноразмерный внедорожник немецкой автомобильной компании Mercedes-Benz, третье поколение GL-Класса/второе поколение GLS-Класса. Пришёл на смену Mercedes-Benz X166. Был презентован в Нью-Йорке в 2019 году. Производство осуществляется на заводе Mercedes-Benz в городе Таскалуса, Алабама США, а также на заводе Mercedes-Benz в Есипово, МО Россия.
В ноябре 2019 года была представлена спортивная версия внедорожника Mercedes-AMG GLS 63 4MATIC+, укомплектованная более мощным двигателем, а также значительно более доукомплектованная модель Mercedes-Maybach GLS 600.

## История

### Премьера (2019 — н. в.)
На международном автосалоне в Нью-Йорке в конце 2019 было представлено новое поколение GLS-Класса Mercedes-Benz X167, который является преемником Mercedes-Benz X166. Внедорожник получил новый фирменный дизайн Mercedes-Benz по философии «Sensual purity», а также стал больше. Спереди сразу заметна большая решётка радиатора с логотипом компании, она может меняться в зависимости от комплектации. Большие воздухозаборники по бокам и узкие фары являются отличительной чертой автомобиля. Задние фары не утратили свою функциональности. Высокий задний бампер снизу украшает пластиковая вставка с двумя выхлопными отверстиями по бокам. Оконные рамы полностью обрамлены хромированной или чёрной глянцевой рамкой (с пакетом Sport).
Салон был переработан полностью. Подобный интерьер присутствует у Mercedes-Benz V167. Самое главное нововведение в салоне — это два больших экрана (по 12,3 дюйма каждый) новой мультимедийной системы MBUX (Mercedes-Benz User Experience), которая управляется с помощью кнопок, тачпада, а также голоса. Новый GLS-Класс получил систему релаксации Energizing Comfort Control. Она может автоматически управлять основными системами в салоне, такими, как климат-контроль, электрорегулировка сидений, аудиосистема и т. д. Благодаря увеличению пространства в салоне, стала доступна возможность разместить третий ряд сидений, которые оснащаются электрорегулировкой и подогревом, как у второго и первого рядов. Количество мест можно сократить до 6, убрав среднее сиденье второго ряда. Также второй ряд получил электропривод складывания с помощью кнопки в багажном отделении.
Объем багажника нового Mercedes-Benz GLS 2021 составляет 493 л. Если сложить третий ряд, размер грузового отсека увеличится до 1209 л или 1379 л, в зависимости от комплектации. Сложенные второй и третий ряды обеспечивают объем багажника 2398 л.
Новую модель оснастили современными фарами MULTIBEAM LED, с 112 светодиодами в каждой фаре. Задние фонари приобрели функцию автоматической регулировки яркости в зависимости от времени суток.
Новый Mercedes-Benz X167 построен на новой модульной платформе MHA (Modular High Architecture), на которой также построен Mercedes-Benz V167. Он получил новую пневматическую и гидропневматическую подвеску Airmatic и E-Active Body Control соответственно. С помощью камеры, установленной под лобовым стеклом, которая сканирует дорожное покрытие, системе удаётся подготовить и настроить подвеску к предстоящим неровностям.
В конце 2020 было представлено новое поколение GLS-Класса Mercedes-Benz Coupe. Тем не менее, автомобиль был недоступен на российском рынке, а позже и вовсе выпуск был приостановлен и для рынка США.
В модельный ряд вошли: GLS 450 4MATIC (3.0 л. R6, 367 л. с.), GLS 580 4MATIC (4.0 л. V8, 489 л. с.), GLS 600 4MATIC (4.0 л. V8, 557 л. с.), GLS 63 AMG 4MATIC+ (4.0 л. V8, 619 л. с.), а также дизельные GLS 350 d 4MATIC (2.9 л. R6, 286 л. с.) и GLS 400 d 4MATIC (2.9 л. R6, 330 л. с.). В паре с каждым двигателем идёт автоматическая 9-ступенчатая трансмиссия 9G-TRONIC, GLS 63 AMG 4MATIC+ с 9G-TRONIC AMG SPEEDSHIFT.
|  |  |

### Mercedes-Maybach GLS 600
Mercedes-Maybach GLS 600 был представлен в Китае 21 ноября 2019 года. Внешне отличается двойной окраской, особым хромированным обрамлением оконных рам, большой и оригинальной хромированной решёткой радиатора, а также иными бамперами и колёсными дисками. Были установлены выдвижные пороги, как у Mercedes-Maybach S-Класса. Второй ряд сидений отдалился в заднюю часть кузова и стал просторнее, за счёт того, что был убран третий ряд сидений. Доступны две версии: с трёхместным диваном, который обладает подогревом и электрорегулировкой, и раздельные два комфортных кресла, между которыми находится массивная консоль, в которой спрятаны подстаканники, холодильник и беспроводные зарядки для гаджетов. В базовой комплектации Mercedes-Maybach GLS 600 установлены шторки окон второго ряда, панорамная крыша и отдельный климат-контроль. Салон выполнен из качественной и натуральной кожи. В качестве двигателя была установлена модифицированная версия двигателя Mercedes-Benz M177, который ставится на GLS 580. Интересный факт: в Китае эта версия продаётся под индексом GLS 680, в связи с тем, что цифра восемь в Китае символизирует богатство и процветание. Аналогичная ситуация была с Mercedes-Benz S 680.

### Mercedes-AMG GLS 63
Mercedes-AMG GLS 63 был представлен на международном автосалоне в Лос-Анджелесе 21 ноября 2019 года. Внешне отличается оригинальным AMG обвесом, решёткой радиатора с вертикальными прутьями и иными колёсными дисками. В нём установлен двигатель Mercedes-Benz M177 4.0 л. на 619 л. с. (455 кВт), с разгоном за 4.2 секунды и максимальной скоростью 280 км/ч, что делает его самым быстрым GLS в истории.

## Двигатели
| Модель                 | Годы производства    | Конфигурация                                      | Объём                | Мощность                                          | Крутящий момент      | 0–100 км/ч           | Максимальная скорость | Расход топлива (на 100 км) |
| Бензиновые двигатели   | Бензиновые двигатели | Бензиновые двигатели                              | Бензиновые двигатели | Бензиновые двигатели                              | Бензиновые двигатели | Бензиновые двигатели | Бензиновые двигатели  | Бензиновые двигатели       |
| ---------------------- | -------------------- | ------------------------------------------------- | -------------------- | ------------------------------------------------- | -------------------- | -------------------- | --------------------- | -------------------------- |
| GLS 450 4MATIC         | 2019 — н.в.          | Рядный, 6 цилиндров Biturbo (M256 E30 DAH LA G R) | 3.0 л. (2,999 см3)   | 270 кВт (367 л. с.) при 5,900–6,100 оборотах/мин. | 500 Н•м              | 6.2 секунды          | 240 км/ч              | 10–12 л.                   |
| GLS 580 4MATIC         | 2019 — н.в.          | V8 Biturbo (M176)                                 | 4.0 л. (3,982 см3)   | 360 кВт (489 л. с.) при 5,900–6,100 оборотах/мин. | 700 Н•м              | 5.3 секунды          | 250 км/ч              | 9.8–10 л.                  |
| GLS Maybach 600 4MATIC | 2020 — н.в.          | V8 Biturbo (M177)                                 | 4.0 л. (3,982 см3)   | 410 кВт (557 л. с.) при 6,000–6,500 оборотах/мин. | 730 Н•м              | 4.9 секунд           | 250 км/ч              | 11.7–12 л.                 |
| GLS 63 AMG 4MATIC+     | 2020 — н.в.          | V8 Biturbo (M177)                                 | 4.0 л. (3,982 см3)   | 455 кВт (619 л. с.) при 6,000–6,500 оборотах/мин. | 850 Н•м              | 4.2 секунды          | 250–280 км/ч          | 11.7–12 л.                 |
| Дизельные двигатели    |                      |                                                   |                      |                                                   |                      |                      |                       |                            |
| GLS 350 d 4MATIC       | 2019 — н.в.          | Рядный, 6 цилиндров Biturbo (OM656 D 29 R SCR)    | 2.9 л. (2,925 см3)   | 210 кВт (286 л. с.) при 3,400–4,600 оборотах/мин. | 600 Н•м              | 7.0 секунд           | 227 км/ч              | 7.6–7.9 л.                 |
| GLS 400 D 4MATIC       | 2019 — н.в.          | Рядный, 6 цилиндров Biturbo (OM656 D 29 R SCR)    | 2.9 л. (2,925 см3)   | 243 кВт (330 л. с.) при 3,600–4,200 оборотах/мин. | 700 Н•м              | 6.3 секунды          | 238 км/ч              | 7.6–7.9 л.                 |

## Трансмиссия
| Модель                 | Годы производства | Тип                                            |
| ---------------------- | ----------------- | ---------------------------------------------- |
| GLS 450 4MATIC         | 2019 — н.в.       | 9-ступенчатый автомат 9G-TRONIC                |
| GLS 580 4MATIC         | 2019 — н.в.       | 9-ступенчатый автомат 9G-TRONIC                |
| GLS Maybach 600 4MATIC | 2020 — н.в.       | 9-ступенчатый автомат 9G-TRONIC                |
| GLS 63 AMG 4MATIC+     | 2020 — н.в.       | 9-ступенчатый автомат 9G-TRONIC AMG SPEEDSHIFT |
| GLS 350 d 4MATIC       | 2019 — н.в.       | 9-ступенчатый автомат 9G-TRONIC                |
| GLS 400 D 4MATIC       | 2019 — н.в.       | 9-ступенчатый автомат 9G-TRONIC                |